# Мордовсько-Пімбурське сільське поселення
Мордо́всько-Пімбу́рське сільське поселення (рос. Мордовско-Пимбурское сельское поселение) — муніципальне утворення у складі Зубово-Полянського району Мордовії, Росія. Адміністративний центр та єдиний населений пункт — село Мордовський Пімбур.

## Населення
Населення — 394 особи (2019, 555 у 2010, 633 у 2002).